# Groene kaart (hockey)

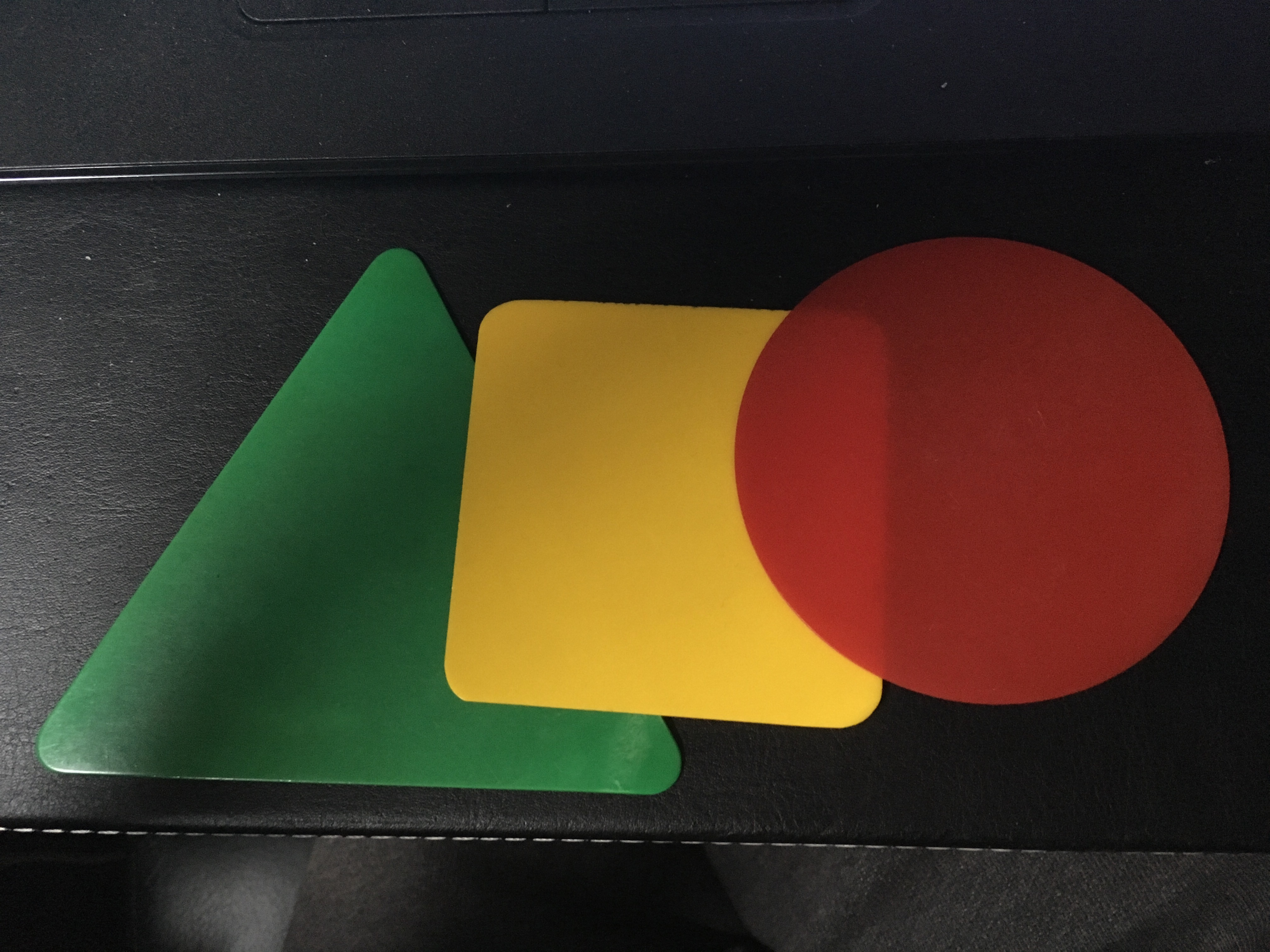
De groene kaart (links) is driehoekig

Een groene kaart is in de hockeysport een strafmaat naast de gele kaart en de rode kaart.

## Gebruik
De groene kaart geldt als een officiële waarschuwing en kan worden uitgedeeld aan individuele spelers of aan een team (via de aanvoerder). Sinds 2015 betekent de groene kaart een tijdstraf van 2 minuten (veld) of 1 minuut (zaal). Eerder gold deze regel al bij interlands, in de Euro Hockey League mannen en vrouwen en in de hoofdklasse. De groene kaart is ook vaak een teken van de arbitrage om de grens te stellen indien het spel grimmiger wordt. Op het wedstrijdformulier hoeft deze kaart niet geregistreerd te worden.

## Uiterlijk
De vorm van de kaart is een driehoek, in tegenstelling tot de gele en rode kaart bij voetbal: die zijn rechthoekig. Bij hockey is de rode kaart rond. In wedstrijden van de lagere klassen kan het voorkomen dat een scheidsrechter zijn kaarten niet op zak heeft. Om toch aan te geven dat een speler deze kaart krijgt kan de scheidsrechter dit verbaal en (de vorm) met vingergebaren communiceren.

## Teambegeleider
Vanaf 1 augustus 2020 krijgen ook teambegeleiders (bijv. coach, manager, verzorger) een tijdstraf bij het ontvangen van een groene kaart. Als een teambegeleider de kaart daadwerkelijk ontvangt moet diegene achter het hek plaatsnemen en mag zich gedurende de straftijd niet met het spel bemoeien. Ook speelt het team met een speler minder totdat de twee minuten om zijn.